# Брюллов, Александр Павлович
Алекса́ндр Па́влович Брюлло́в (при рождении и до 1822 года — Брюлло́), Брылло (29 ноября [10 декабря] 1798, Санкт-Петербург — 9 [21] января 1877, там же) — русский архитектор, один из наиболее значимых петербургских зодчих николаевской эпохи, живописец-акварелист; старший брат и ближайший друг живописца Карла Брюллова. Академик (с 1831) и профессор (с 1832; заслуженный профессор с 1854) Императорской Академии художеств, тайный советник (1864).

## Биография

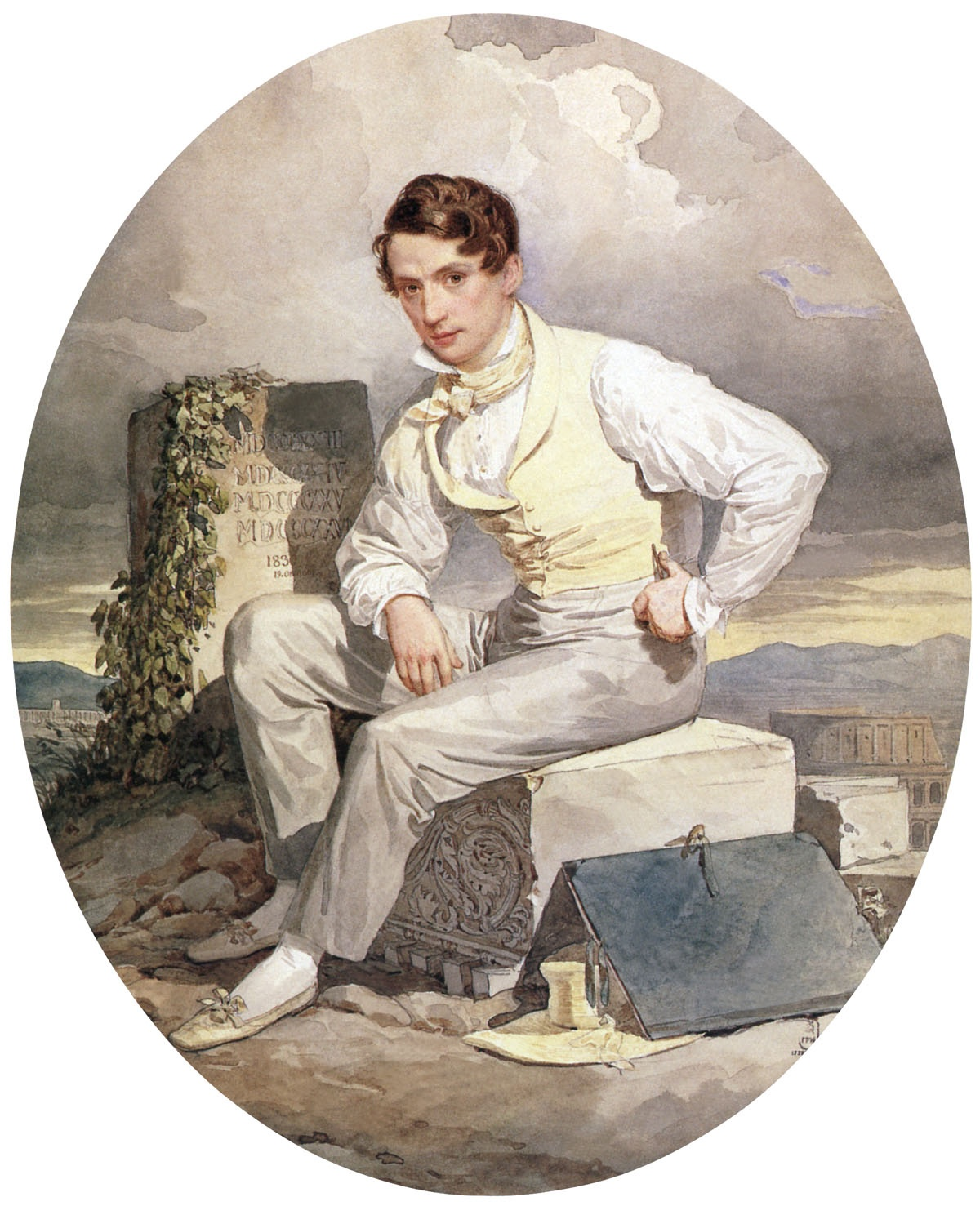
Автопортрет. 1830. Акварель. Русский музей, Санкт-Петербург

Семья Брюлло принадлежала к французским гугенотам, которые после отмены Нантского эдикта в 1685 году обосновались в Люнебурге. Несколько поколений семьи Брюлло были потомственными скульпторами, живописцами и архитекторами. Александр родился в Санкт-Петербурге в семье «мастера резного, золотарного и лакировального дела», живописца-миниатюриста и «академика скульптуры орнаментной на дереве» Пауля, или Паоло, Ивановича Брюлло (Paul Brüllo).
Александр вместе с младшим братом Карлом в 1809 году был принят в Императорскую Академию Художеств, на казённый счёт. На завершающем этапе обучения Александр выбрал архитектуру и проявил во время обучения в архитектурном классе заметные способности. В 1819 году за архитектурную композицию получил сразу две серебряные медали. В конце 1820 года за два года до намеченного срока Александр Брюлло успешно окончил Академию художеств, получив звание архитектора-художника 14-го класса и был определён в Комиссию по построению Исаакиевского собора. Храм строили по проекту О. Монферрана, поэтому Брюллова иногда называют учеником Монферрана.
В 1822 году Александру вместе с братом Карлом было предложено стать пенсионерами Общества поощрения художников сроком на четыре года. Приняв это предложение, 16 августа 1822 года братья покинули Санкт-Петербург и отправились в зарубежную поездку — сначала в Германию, а затем, в 1823 году, в Италию, были в Венеции, затем поселились в Риме. Александр Брюллов делал зарисовки, писал акварелью пейзажи и портреты.
Перед отъездом из России фамилия братьев Брюлло была официально изменена на русский лад: Александр I пожаловал им «въ», и они стали Брюлловыми.
Выехав из Рима в начале 1824 года А. П. Брюллов вместе с А. Н. Львовым посетил Сицилию, а осенью того же года поселился в Неаполе, где создал ряд акварельных портретов членов семьи короля Неаполя Фердинанда I. Они имели такой успех, что король разрешил художнику делать зарисовки и обмерные чертежи терм в Помпеях.
Это во многом определило дальнейший творческий путь Александра Брюллова. Согласно традиционной версии, именно он подсказал брату Карлу идею картины «Последний день Помпеи» (1833).
Обмеры терм были закончены в 1826 году. Результаты трудов Александра Брюллова по исследованию «помпейских бань» были опубликованы в вышедшем в 1829 году в Париже альбоме «Thermes de Pompéi».
1827 год Брюллов провёл в Париже, слушал курс механики и инженерного дела в Сорбонне, посещал лекции по истории архитектуры. Брюллов ездил в Шартр и другие города, а также в Англию. В 1829 году вернулся в Петербург.
Издание «Термы Помпей» способствовали его карьере, Брюллов был удостоен звания архитектора Его Величества, стал членом-корреспондентом Французского института, членом Королевского института архитекторов в Англии, членом Академий художеств в Милане и Петербурге. Он много проектировал и строил в столице и окрестностях по государственным и частным заказам.
С 1845 года Александр Павлович Брюллов занимал дом на Кадетской линии, 21, впоследствии принадлежавший его зятю графу П. Ю. Сюзору. В 1872 году вышел в отставку с государственной службы. Умер 9 (21) января 1877 года в своём петербургском особняке; похоронен в Павловске на городском кладбище, в семейном захоронении. Его могила признана памятником архитектуры федерального значения.

## Архитектурное творчество
В 1827 году был объявлен конкурс на проект застройки восточной части Дворцовой площади Санкт-Петербурга. В конкурсе приняли участие К. И. Росси, В. П. Стасов, О. Монферран, К. А. Тон, П. Гонзаго и другие. Конкурс не дал результатов, но проект Брюллова, присланный вне конкурса (архитектор в это время находился в заграничной поездке), позднее, в 1837—1840 годах, был успешно реализован в качестве здания штаба Гвардейского корпуса. В фасаде здания, возведённого между растреллиевским Зимним дворцом и россиевской аркой Главного штаба («русским барокко» и «русским ампиром»), архитектор Брюллов проявил себя эклектиком, совместив колоннаду ионического ордера, необычно поднятую на второй ярус здания, порталы, напоминающие египетские пилоны, и лабарумы (воинские штандарты), по образцу древнеримских, но с необычными маскаронами.
В Парголово, в Шуваловском парке А. П. Брюллов в 1831—1846 годах по заказу владелицы усадьбы графини В. П. Полье возвёл церковь Св. Екатерины Александрийской, вскоре переименованной освящением в честь апостолов Петра и Павла, в память о своём умершем супруге, кальвинисте, швейцарском эмигранте Адольфе Полье, умершем в 1830 году, с его могильным склепом. Для постройки был выбран неоготический стиль. Причём архитектор совместил стилизацию с использованием конструктивных новаций: венчающий башню ажурный металлический шатёр и медные переплёты стрельчатых «готических» окон.

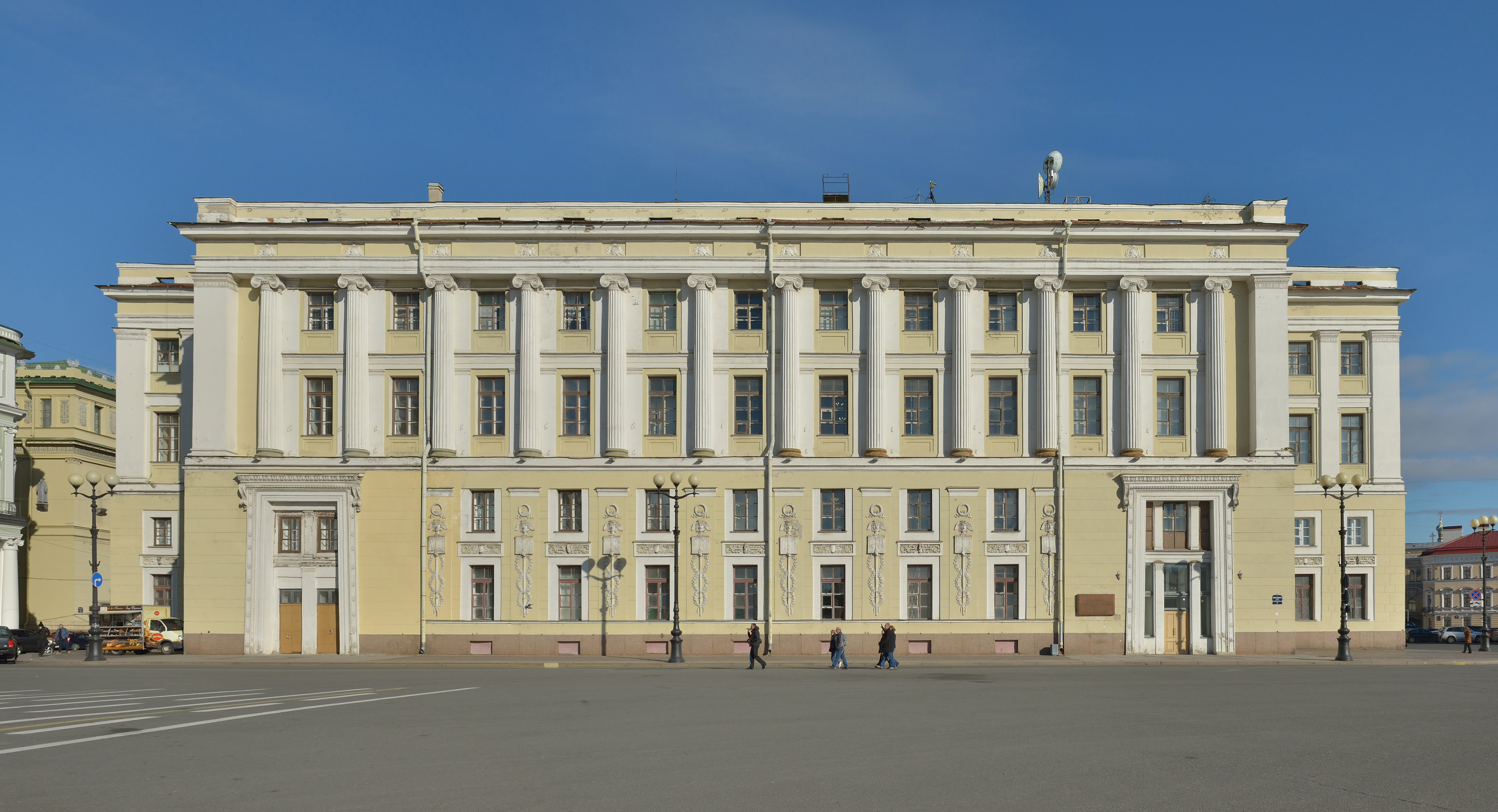
Здание штаба Гвардейского корпуса. 1837—1840
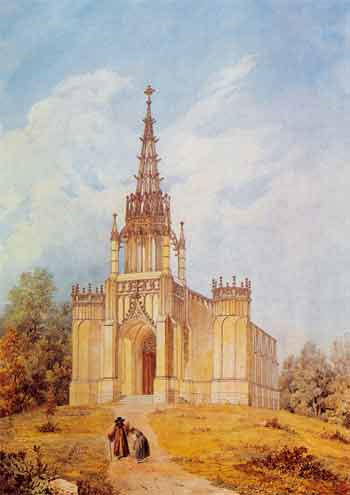
А. П. Брюллов. Церковь Святых Петра и Павла в Шуваловском парке. 1830. Акварель. Санкт-Петербург, Музей Академии художеств
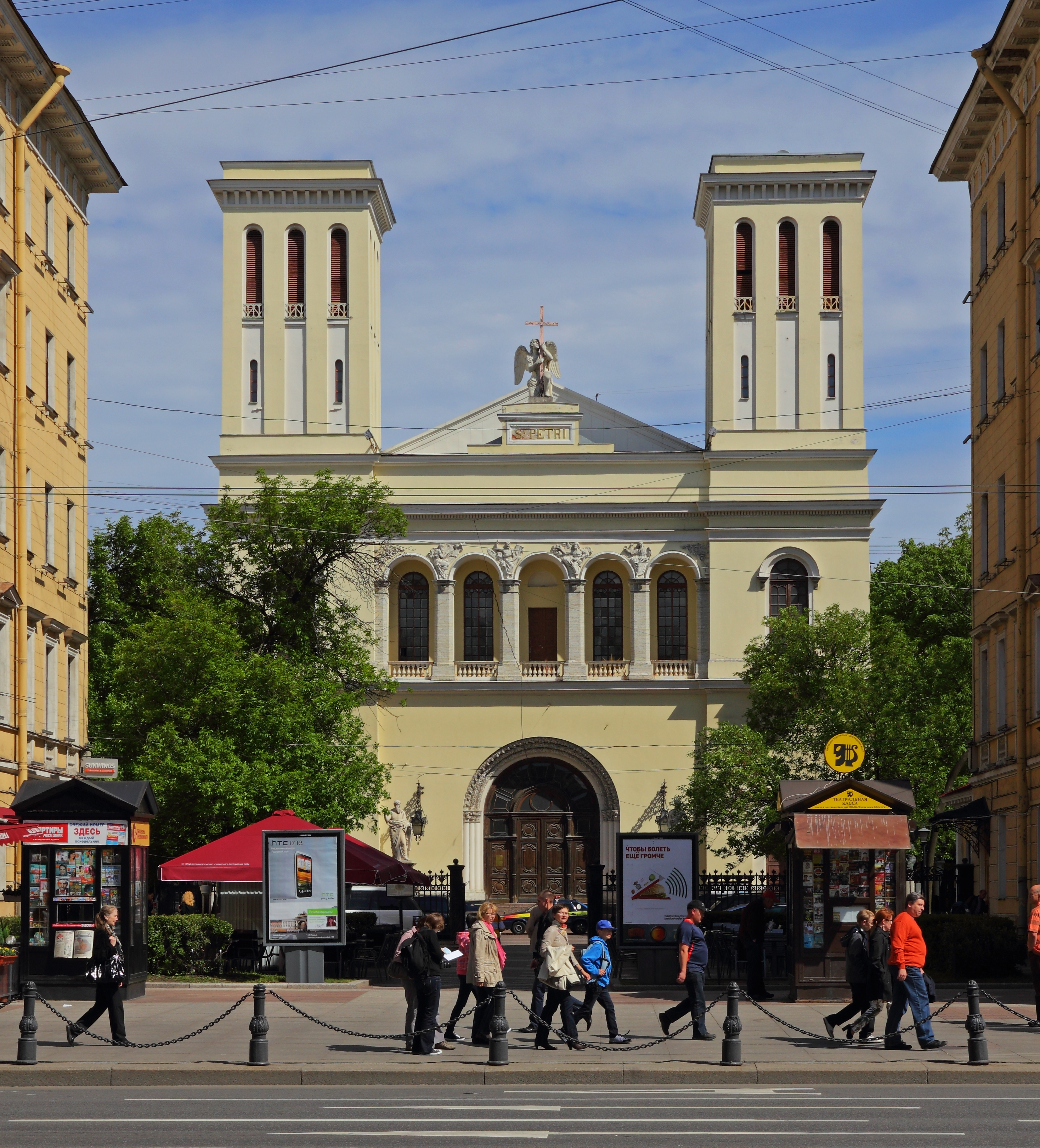
Лютеранская церковь Святых Петра и Павла. 1832
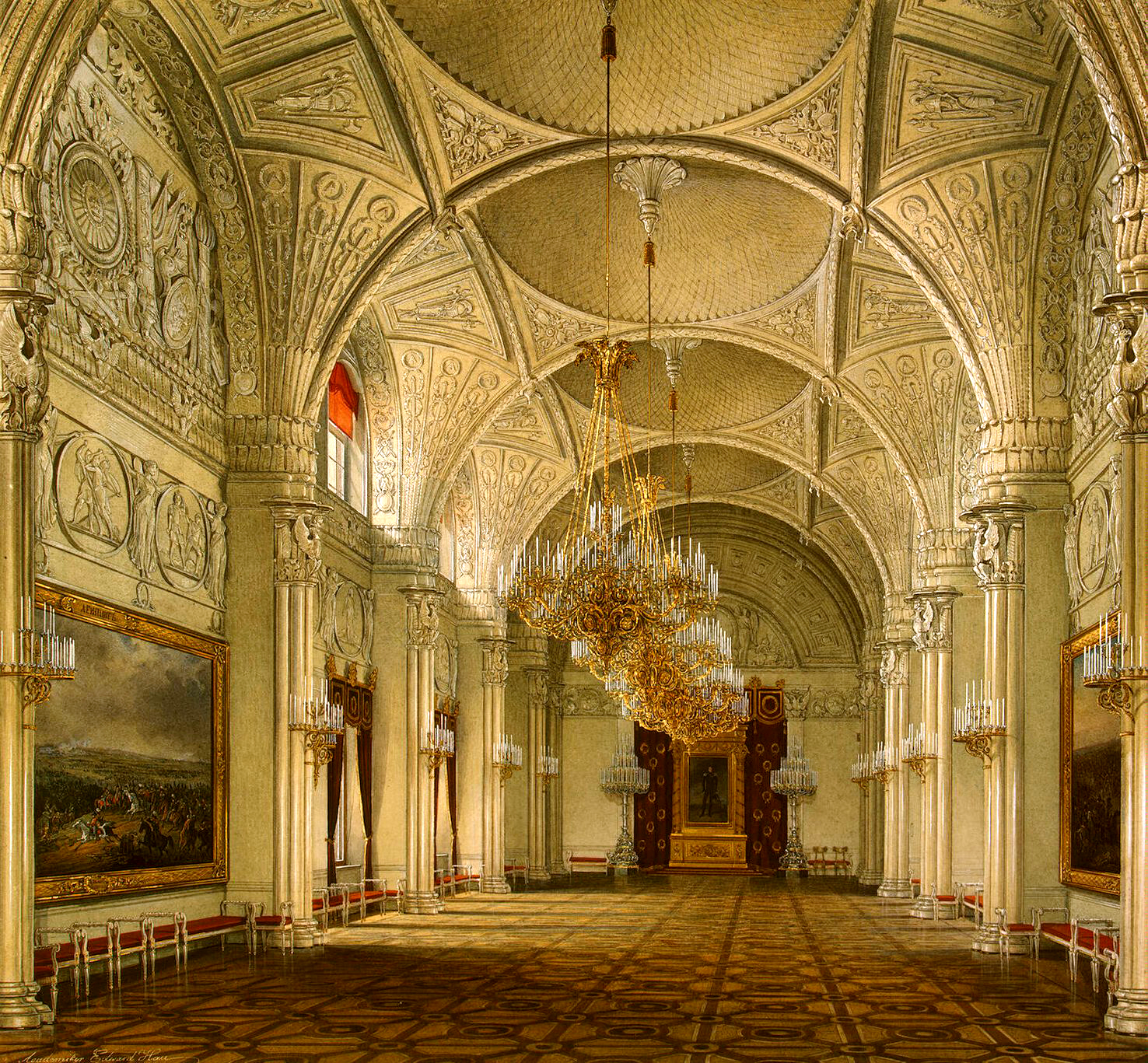
Э. П. Гау. Александровский зал Зимнего дворца. 1861. Акварель. Государственный Эрмитаж, Санкт-Петербург
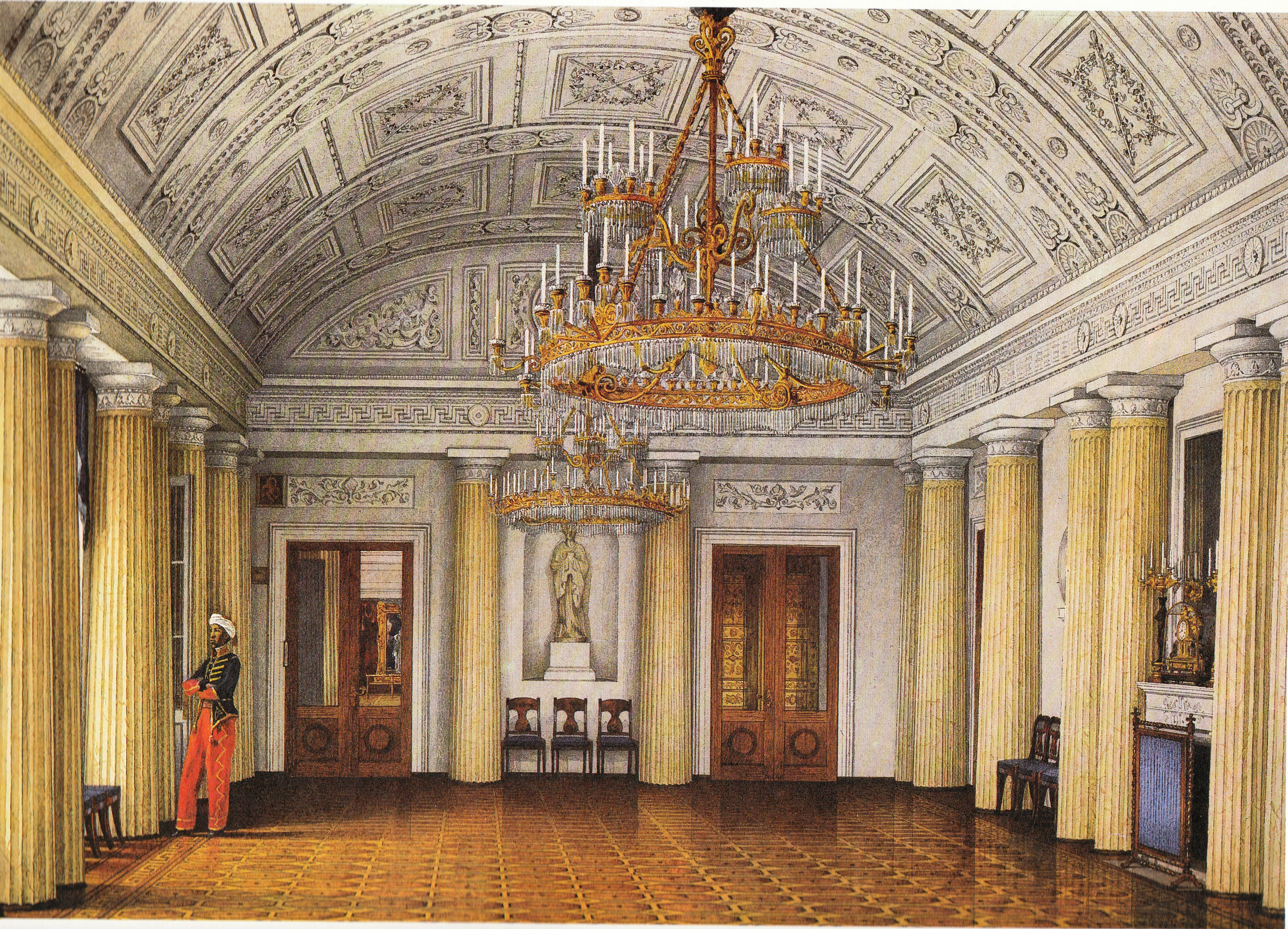
К. А. Ухтомский. Большая (Арапская) столовая в Зимнем дворце. 1860-е гг. Акварель. Государственный Эрмитаж, Санкт-Петербург
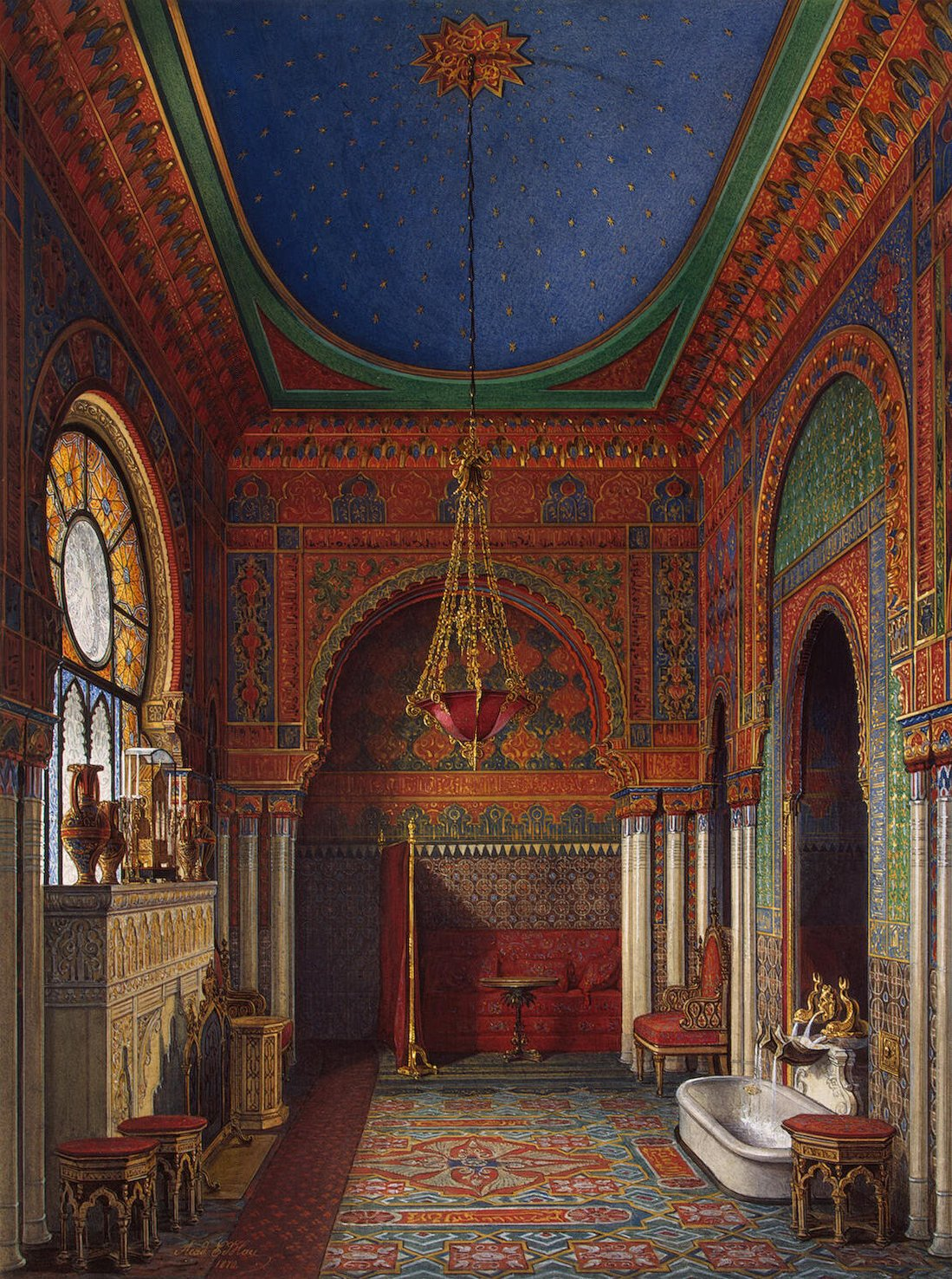
Э. П. Гау. Ванная императрицы Александры Фёдоровны в Зимнем дворце. 1870. Акварель. Государственный Эрмитаж, Санкт-Петербург
К. А. Ухтомский. Помпейская столовая. 1874. Акварель. Государственный Эрмитаж, Санкт-Петербург

В 1843—1851 годах Брюллов перестраивал интерьеры Мраморного дворца ко дню свадьбы великого князя Константина Николаевича. Он также перестроил служебный корпус дворца. Нижний этаж предназначался под дворцовые конюшни, а корпус, выходящий в сад — для манежа. В верхней части садового фасада, под карнизом, над брамантовыми окнами поместили семидесятиметровый рельеф «Служение лошади человеку» работы скульптора П. К. Клодта.
Разрабатывая в 1832 году проект лютеранской церкви Св. Петра и Павла на Невском проспекте в Санкт-Петербурге (Петрикирхе), Брюллов «намеренно совместил в композиции фасада две симметричные башни, типичные для архитектуры средневековых романо-готических базилик, и элементы классицизма, что позволило ему органично вписать образ западной церкви в классицистическую панораму Невского проспекта».
После разрушительного пожара 1837 года проводились большие работы по воссозданию парадных и жилых помещений Зимнего дворца. А. П. Брюллов создал Александровский зал (проект 1838 года), посвященный победе в Отечественной войне 1812 года. В его архитектуре необычным образом сочетаются элементы западноевропейской готики, ампира и русской национальной символики. Семь пар пристенных опор оформлены в виде пучков колонок готического стиля. Появление такого приёма обычно объясняют конструктивной необходимостью — поддержкой веерных сводов, однако его можно связать и с существованием скрытой идеологической программы оформления зала, загадками судьбы и тайных симпатий императора Александра I. Известно личное участие его младшего брата, императора Николая I, в разработке программы оформления мемориального зала. Возможно, что, как и в проекте Александровской колонны, Николай Павлович стремился отдать дань уважения своему предшественнику на троне. Сочетание орнаментики французского ампира с российскими двуглавыми орлами и мотивами древнерусского вооружения также имеет триумфальный смысл.
А. П. Брюллов считается основоположником «помпеянского стиля» в искусстве России XIX века. В 1840—1850-х годах, эклектичность в архитектуре постепенно вытеснялась элективным методом и эстетикой выборочных стилизаций. Рационализм мышления, прагматизм заказчиков и более детальное знание античности сделали возможным более точное воспроизведение тех или иных прототипов. По мере изучения античности, археологи, коллекционеры и художники стали осознавать различия между искусством древнегреческой архаики и классики, памятниками римского искусства, этрусских, греческих и римских древностей на территории Италии. Стали отличать работу скульпторов римской и неоаттической школ, в помпейских росписях — выделять отдельные стили.
В 1838—1839 годах Брюллов оформил в Зимнем дворце Большую, или Арапскую, столовую. В 1838—1839 годах — Ванную императрицы Александры Фёдоровны в «мавританском стиле» (не сохранилась). В 1836—1839 годах Брюллов создал Помпейскую столовую (Малую столовую) с декорациями стен в технике скальола (итал.  scagliola) — резьбы и инкрустации цветным гипсом по белому, — техники, воспроизводящей весьма условно стиль росписей древних Помпей. Декор выполняли в мастерской итальянского мастера Л. Терциани: по ярко-синему и красному фону вырисовывали фигуры воинов и всадников, колесниц и грифонов. В клеймах — фигурки танцовщиц, обрамления из гирлянд и гротесков. Этот интерьер не сохранился. В 1894 году по проекту А. Ф. Красовского его переделали в Малую столовую в стиле четвёртого «рококо».
Мебельный гарнитур для «Помпейской столовой» по рисункам Брюллова изготавливали в петербургской мастерской братьев Гамбс. Мебель расписывали по белому фону «под лак» чёрным и красным. Отдельные детали — ножки в виде звериных лап и локотники кресел в форме грифонов тонировали под темную, патинированную бронзу. Тканая обивка мебели была ярко-красного цвета. Убранство интерьера дополняли бронзовые торшеры в «этрусском стиле». Брюллов, создавая «античную мебель» для «Помпейской столовой», не повторял древние образцы, а свободно фантазировал на «помпейскую» тему, используя разнообразные приемы и новые материалы. В этом проявляется существенная особенность художественного мышления эпохи историзма. Мебельный гарнитур «Помпейской столовой» частично сохранился и экспонируется в петербургском Эрмитаже.
В 1845 году Николай I с семьёй побывал в Италии, на раскопках Помпей, там российский император приобрел подлинные античные предметы и их копии для украшения царских резиденций. Для графини Ю. П. Самойловой, поклонницы таланта Карла Брюллова, архитектор Александр Брюллов построил усадебный дом Графская Славянка недалеко от Павловска (1832—1834). Учитывая пристрастия заказчицы, Брюллов спроектировал дом «во вкусе» итальянских вилл с использованием античных мотивов. В боковых флигелях-башнях исследователи видят Башню ветров и Памятник Лисикрата в Афинах, в центре — типично итальянская ренессансная аркада-лоджия.
Среди прочего Брюллову была поручена постройка обсерватории на Пулковской горе, Михайловского театра (1831—1833), здание Александровской больницы (1844—1850) в Санкт-Петербурге. В 1835 году Брюлловым был создан лафет с орнаментом для Царь-пушки в московском Кремле. В 1844—1847 годах Брюллов занимался переустройством сада Императорской Академии художеств, по его проекту была также переделана и установлена в центре сада гранитная колонна с символами трёх искусств — живописи, скульптуры и архитектуры.

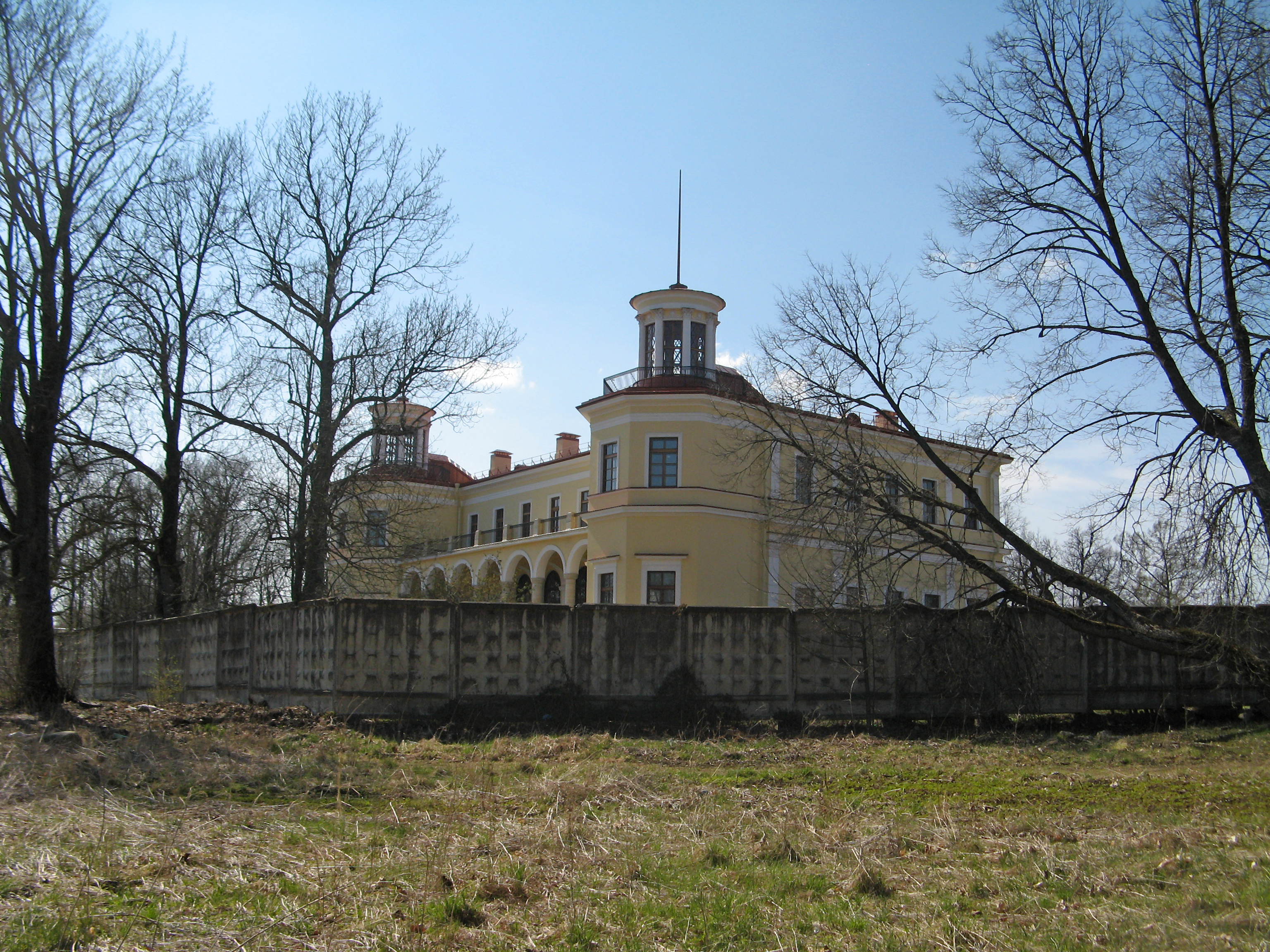
Усадьба Ю. П. Самойловой Графская Славянка. 1832—1834
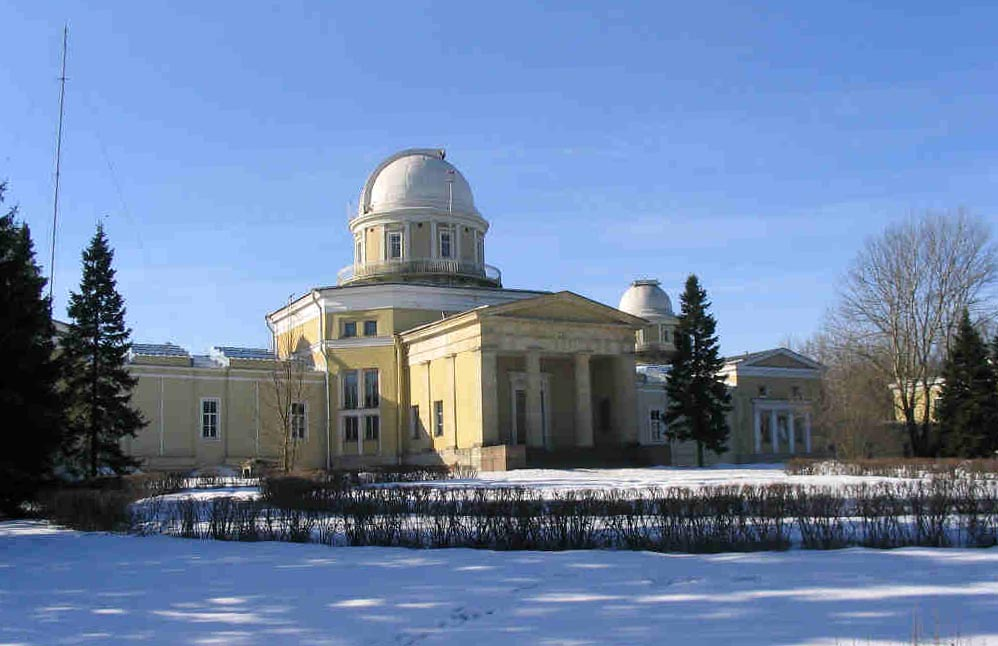
Главное здание Пулковской обсерватории. 1833—1839
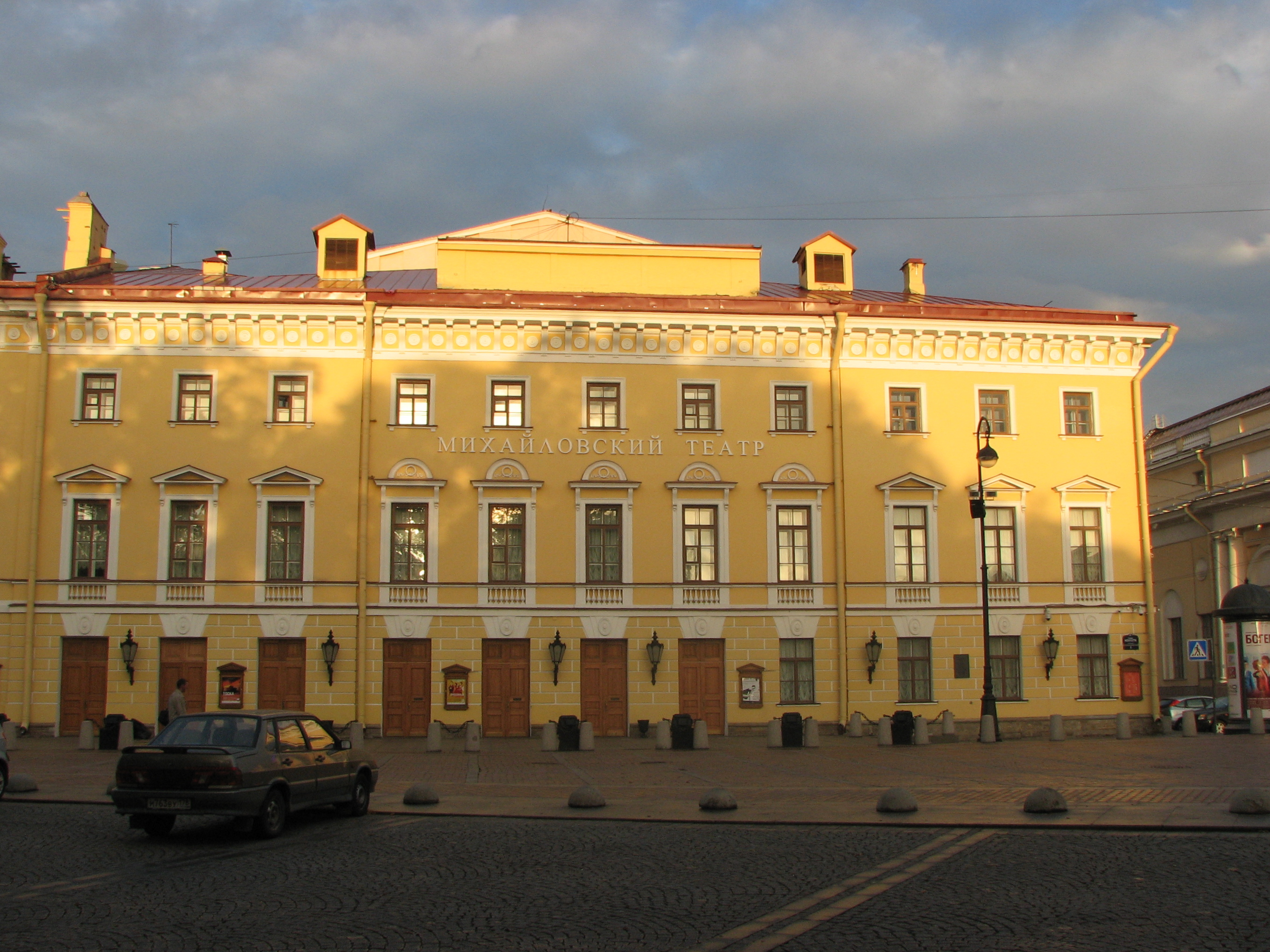
Здание Михайловского театра. Санкт-Петербург. 1831—1833
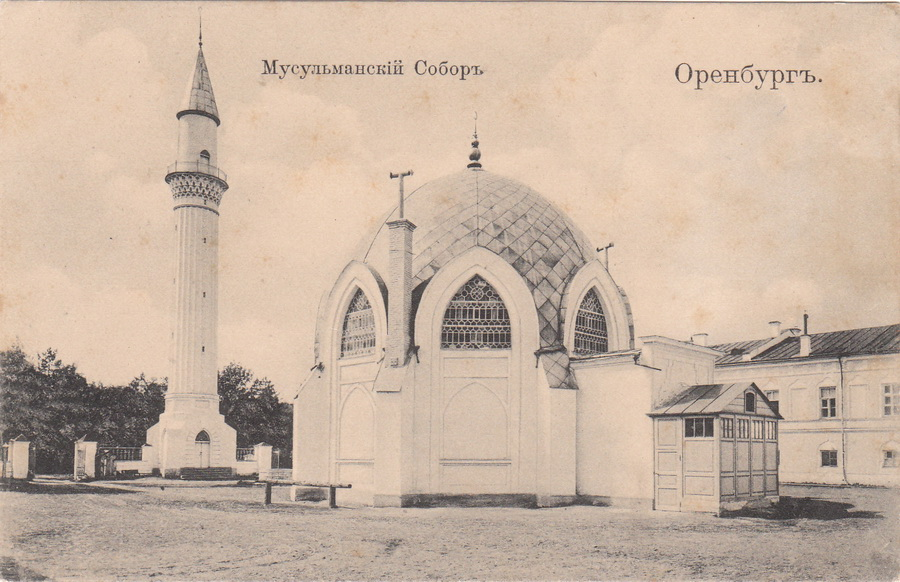
Караван-Сарай в Оренбурге. 1844
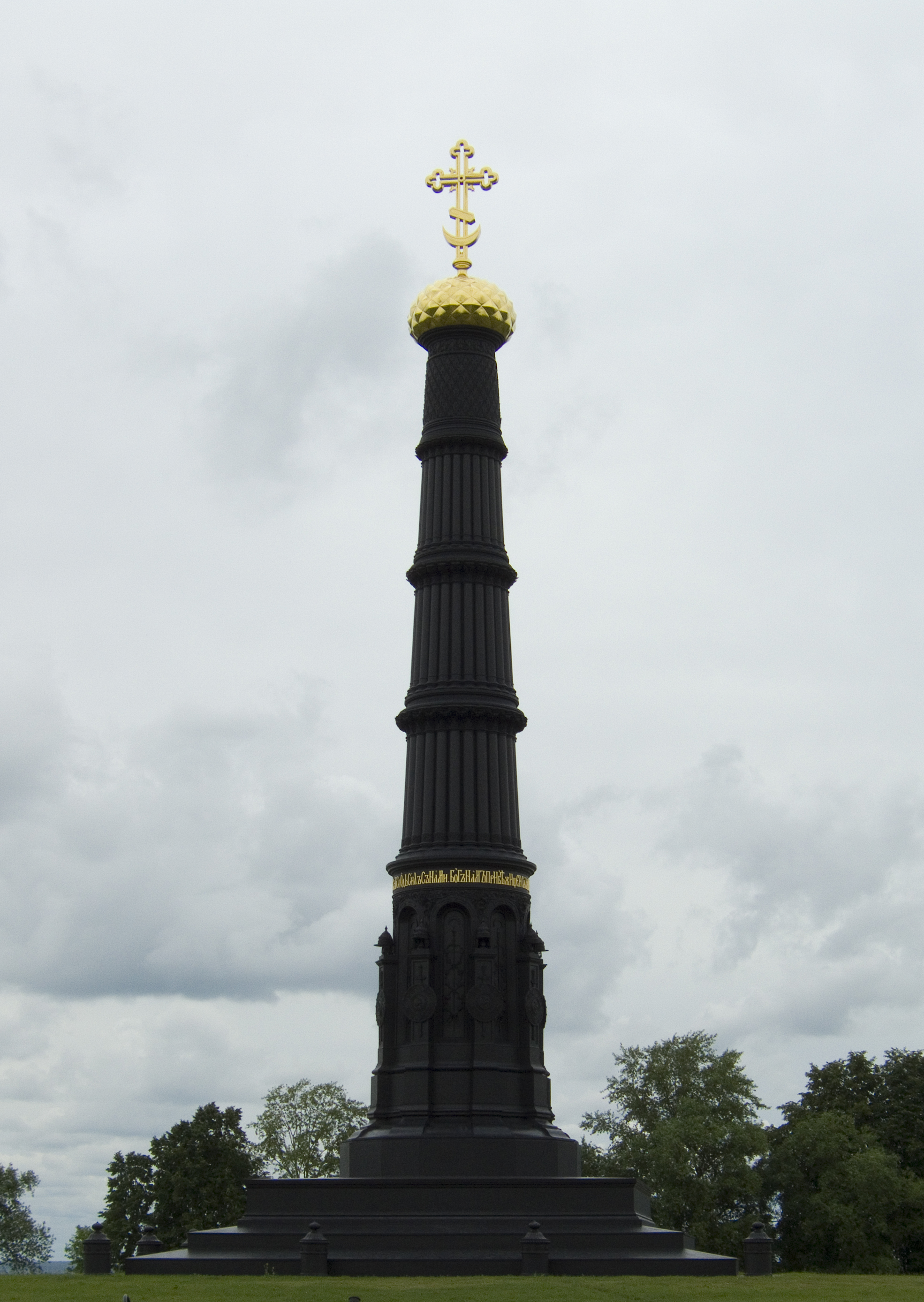
Памятник в честь победы на Куликовом поле. 1848

Брюллов составлял проекты и для зданий, строившихся в провинции. В 1835—1839 году по его проекту в Тобольске был воздвигнут памятный обелиск в честь битвы между отрядом Ермака и войском татарского хана Кучума. В 1842 году по его проекту сооружён караван-сарай в Оренбурге, в «мавританском стиле», состоящий из мечети с минаретом и окружающего их здания для гражданских учреждений.

## Брюллов — живописец-портретист
А. П. Брюллов был выдающимся акварелистом. В Неаполе он писал портреты королевской семьи. Для императрицы Марии Фёдоровны сделал рисунок Колизея в Риме.
В 1831—1832 годах он написал знаменитый акварельный портрет жены Пушкина Н. Н. Гончаровой. Это один из лучших её портретов и одна из лучших акварелей в истории русского искусства.
В 1837 году в Париже на вечере у княгини Голицыной Брюллов написал портрет Вальтера Скотта (с пледом на шее) и сам перевёл рисунок на литографский камень. В 1830 году в Петербурге Брюллов выставил акварельный портрет князя Лопухина, ещё через год написал акварелью портрет императора Николая Павловича, окруженного кадетами гвардейских корпусов.

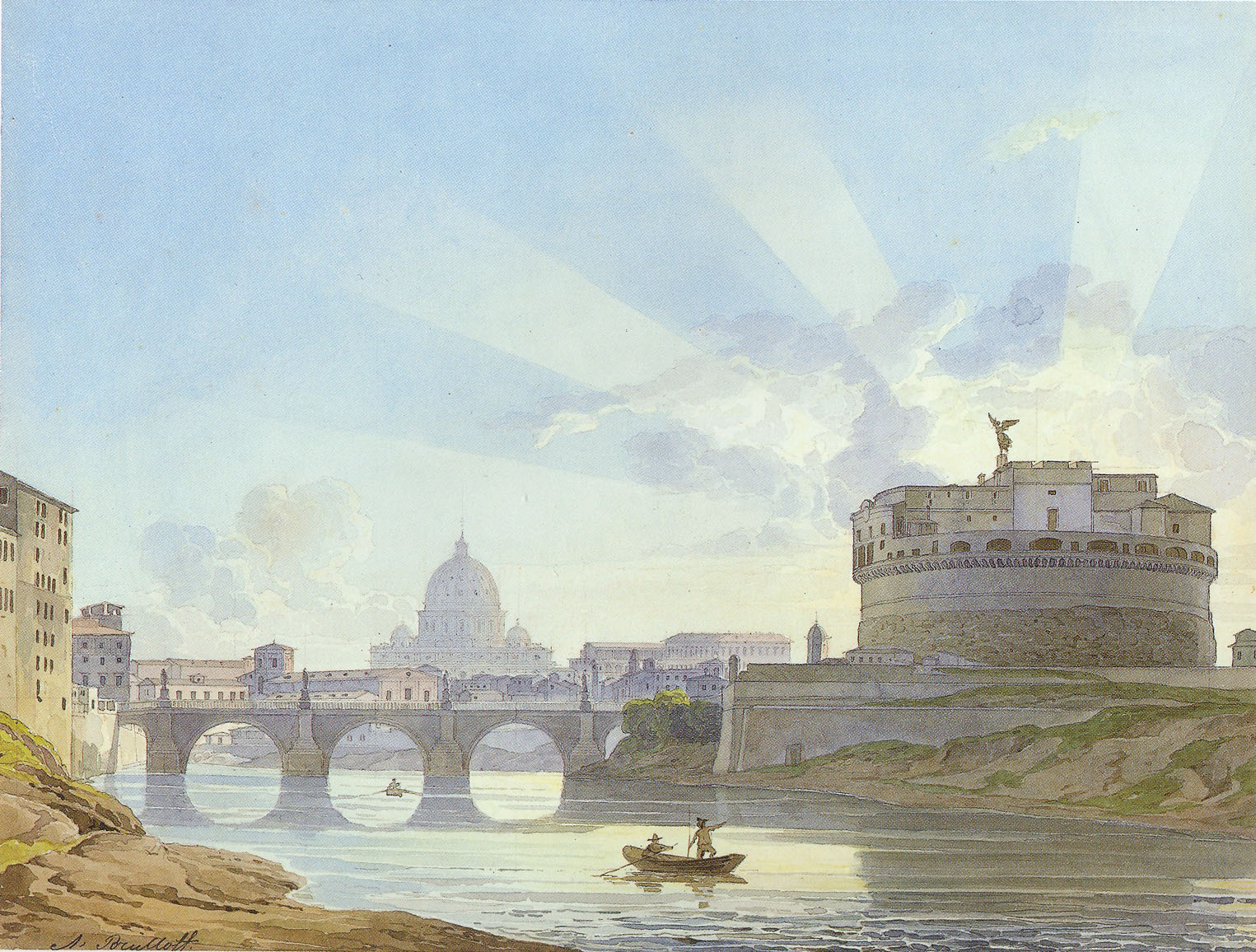
Вид замка Святого Ангела в Риме. 1826. Акварель, тушь, перо. Частное собрание
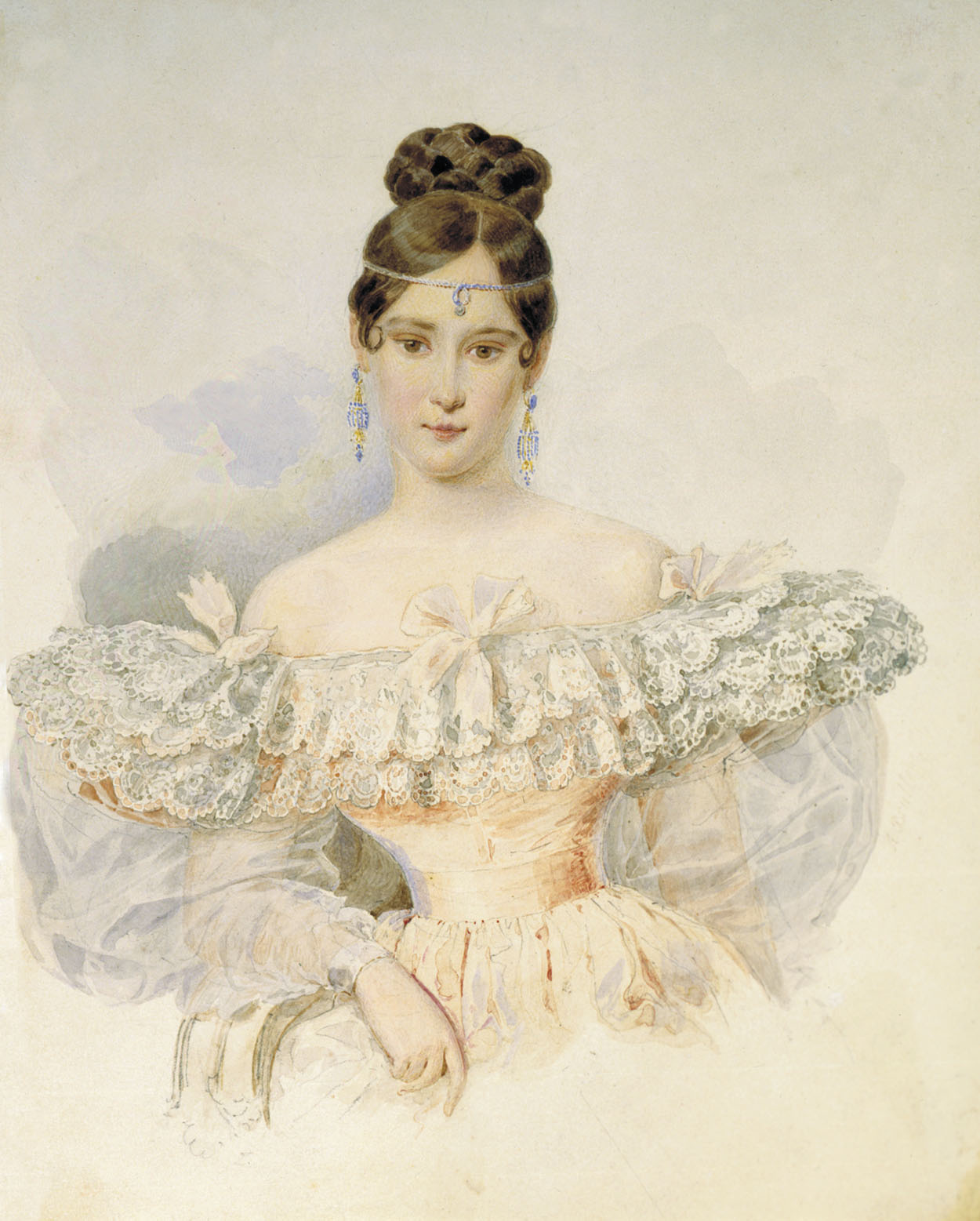
Портрет Натальи Николаевны Пушкиной-Ланской (урождённой Гончаровой). Акварель. 1831—1832. Всероссийский музей А. С. Пушкина. Санкт-Петербург
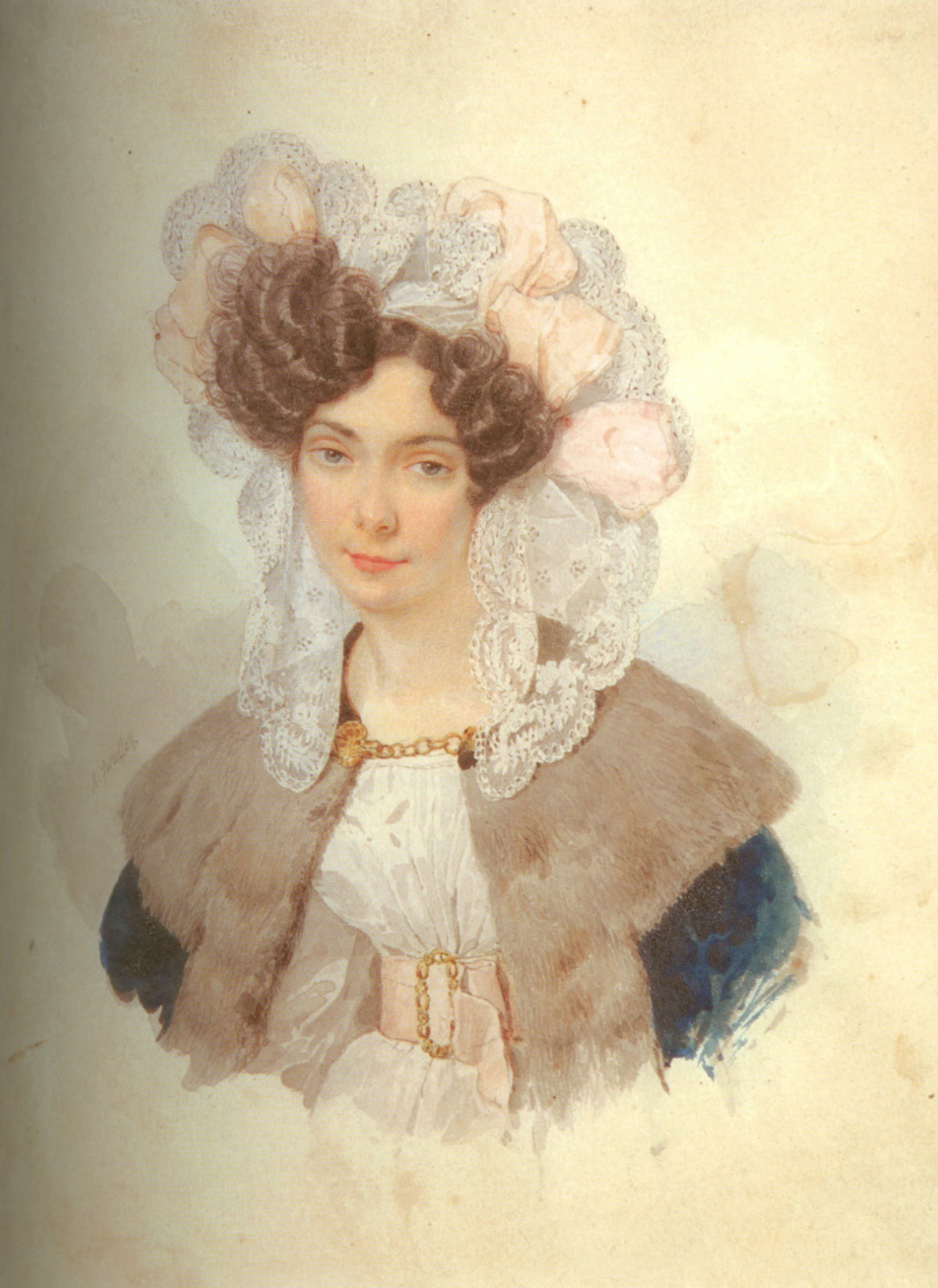
Портрет жены А. А. Брюлловой. 1830-е. Акварель. Государственный Русский музей, Санкт-Петербург
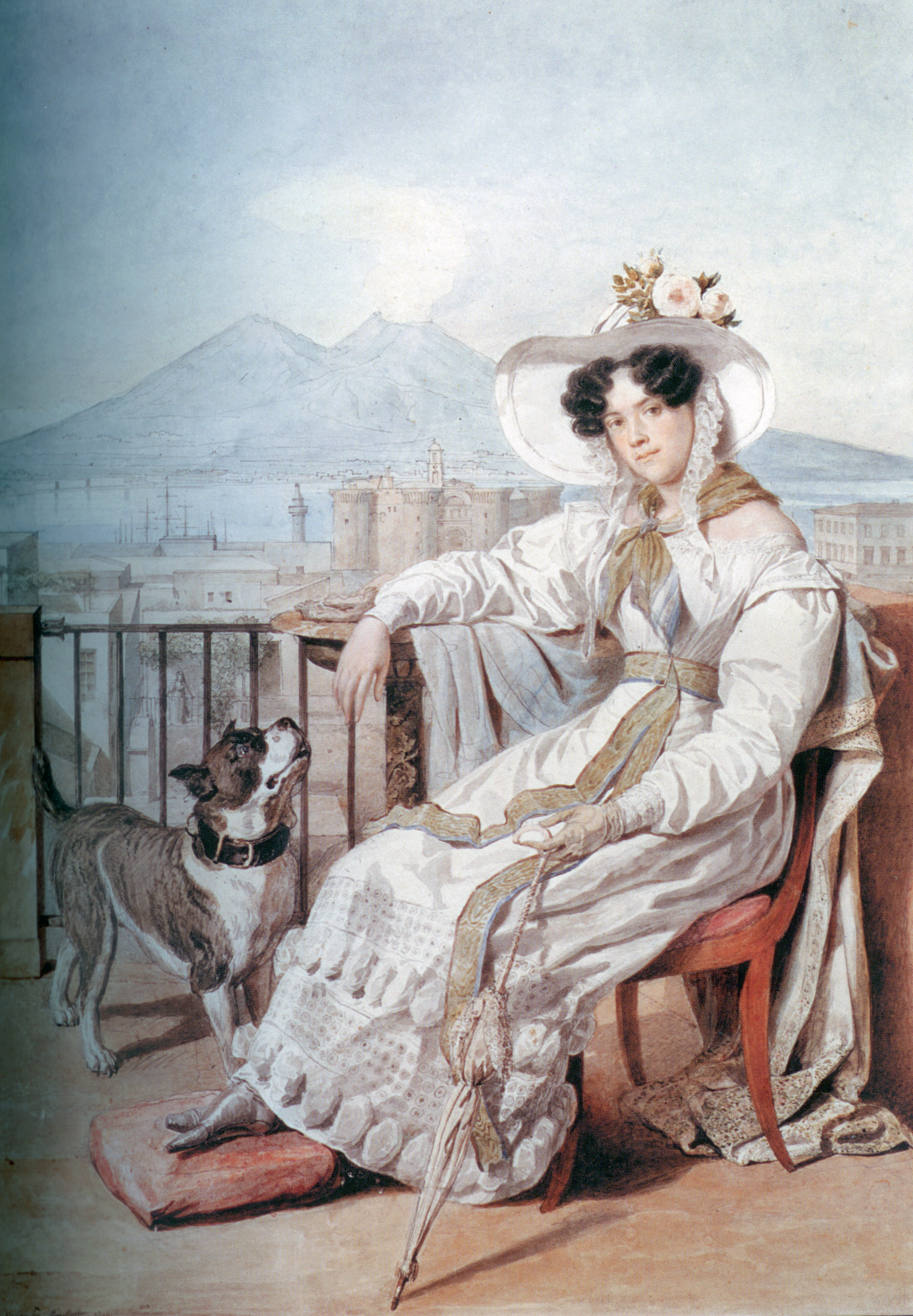
Портрет княгини Натальи Степановны Голицыной (урождённой Апраксиной). Акварель. 1822. Музей А. С. Пушкина, Москва
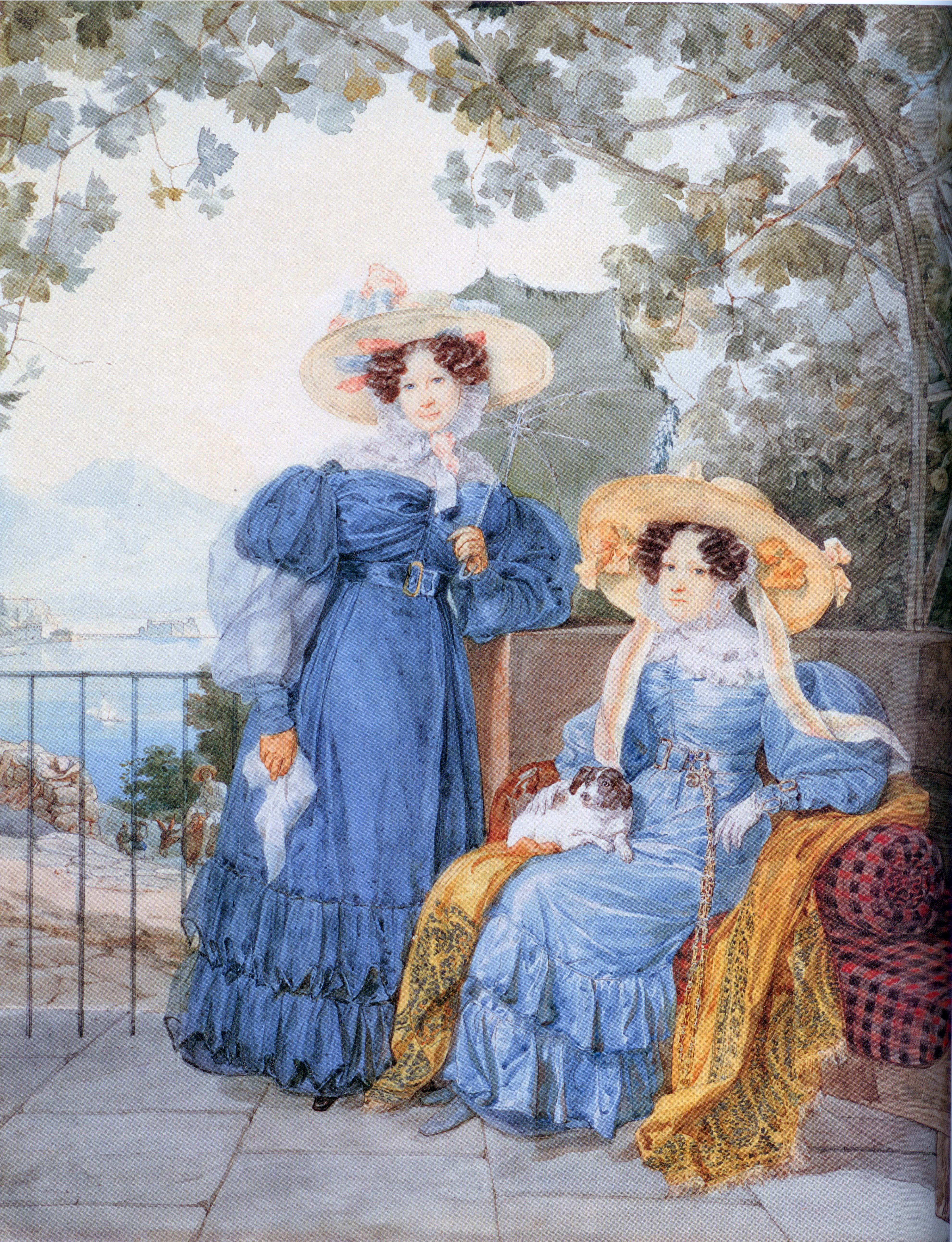
Портрет графини Екатерины Артемьевны Воронцовой и княжны Елены Михайловны Голицыной. Ок. 1825. Акварель. Государственная Третьяковская галерея, Москва

## Семья
В 1831 году Александр Павлович Брюллов женился на баронессе Александре Александровне фон Раль (1810—1885), младшей дочери придворного банкира барона Александра Александровича фон Раля (1756—1833) от брака с Елизаветой Николаевной Мольво (1768—1843), как и все дочери барона, получившей хорошее домашнее воспитание. Ближайшими свойственниками Брюллова стали писатель О. И. Сенковский и генерал Ф. Ф. Шуберт, женатые на старших дочерях барона Раля — Адели и Софье, соответственно.
Брюллов прожил в удачном браке с женой 46 лет. В доме супругов в Петербурге, а в летние месяцы на даче в Павловске, бывали Карл Брюллов, Михаил Глинка, Нестор Кукольник, Николай Гоголь. Сама Александра Александровна была талантливым музыкантом, и в их гостиной устраивались музыкальные вечера.

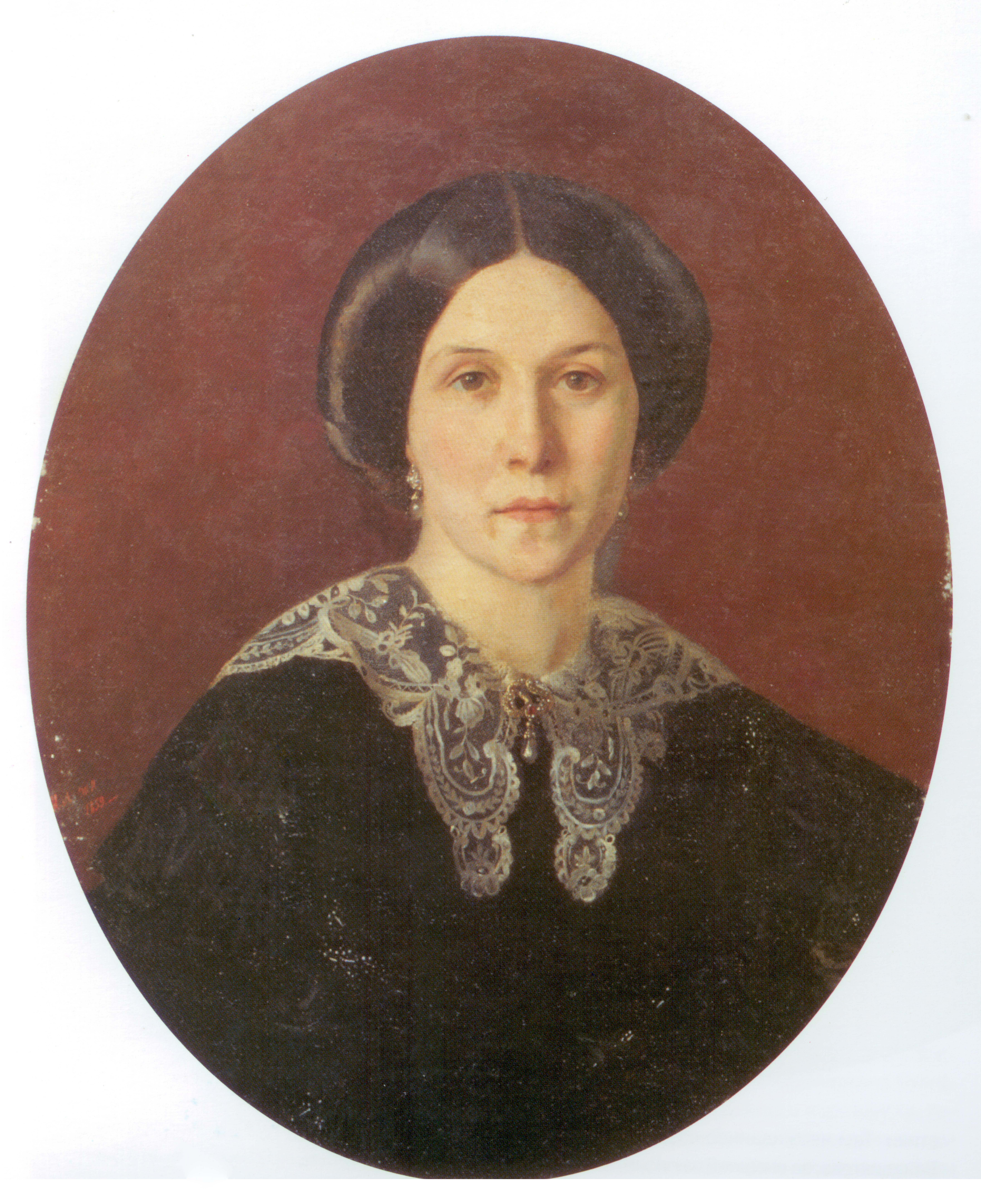
И. И. Липин. Портрет Александры Александровны Брюлловой. 1859. Музей А. С. Пушкина, Москва

С большой теплотой вспоминал о семье Брюлловых гравёр Фёдор Иордан:
Много приятных дней и вечеров провел я в этом семействе. Его гостеприимство было, можно сказать, образцовое. Бывало, сядем в 5 часов за стол  в прекрасно устроенной в саду столовой и просидим до 11 часов ночи. Время проходило незаметно среди весёлых и шумных разговоров. Не менее приятно проводил я у них время в городе.
В семье Брюллова родилось девять детей; трое старших сыновей и дочь умерли малолетними.
- Владимир (1832—1835)
- Николай (1836—1840)
- Александр (1838—1849)
- Павел (1840—1914) — кандидат математических наук, классный художник 3-й степени по архитектуре, живописец, акварелист, гравер, действительный член Академии художеств, знание пяти иностранных языков позволило ему профессионально заниматься переводами.
- Владимир (1844—1919) — делопроизводитель и управляющий делами Русского музея; его дочь — Надежда (в браке Шаскольская; 1886–1937), деятельница партии эсеров, историк.
- Александра (1848—1849)
- Софья (1848—1901) — жена архитектора Павла Юльевича Сюзора (1844—1919).
- Юлия (1850—1878) — в браке Спиц, жена судебного следователя А. И. Спитца (1843—1881).
- Анна (1852—1920) — жена архитектора П. Н. Волкова (1842—1922).